# Internationale Basketballakademie München
Die Internationale Basketballakademie München (IBAM, seit einer Werbevereinbarung in Eigenschreibweise KICKZ IBAM) ist ein Betreiber von Basketballmannschaften im Jugendleistungssport. Ansässig ist die IBAM in München-Schwabing. Sie wurde 2009 als „Team Basket München Nord“ (TBMN) gegründet und 2015 in ihren jetzigen Namen umbenannt. Ihr Ziel ist es, junge Talente für eine Profikarriere im Basketball auszubilden und an den Profibereich heranzuführen.

## Geschichte

### Team Basket München Nord

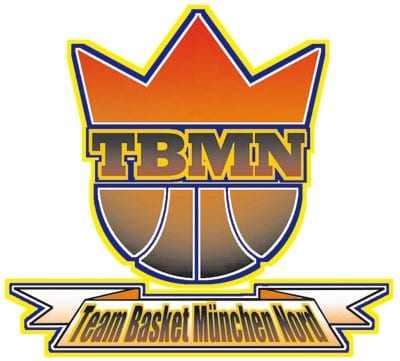
Logo des Team Basket München Nord

Im Jahr 2009 trat der MTSV Schwabing zum ersten Mal in der JBBL unter dem Namen „Team Basket München Nord“ an. Mit der Mannschaft sollte es deutschen und ausländischen Jugendlichen im Großraum München ermöglicht werden, Individualtraining, athletische Ausbildung und Mannschaftstraining zu vereinbaren. Für talentierte Spieler werden häufig Stipendien mit Wohnungsmöglichkeiten in eigenen Wohngemeinschaften in Schwabing in der Nähe des Englischen Gartens, unmittelbar über der Trainingshalle in der Ursulastraße, vergeben. Trainingseinheiten und Spiele wurden in der Morawitzyhalle in der Nähe der Münchner Freiheit ausgetragen.
Im Laufe der Jahre arbeitete TBMN mit anderen, höherklassigen Mannschaften wie den Crailsheim Merlins (Bundesliga) oder den Regionalliga-Mannschaften des MTSV Schwabing zusammen.

### Internationale Basketballakademie München
Im Juni 2015 wurde das Leistungsprogramm umbenannt, um den größer werdenden internationalen Aspekt zu verdeutlichen. Gleichzeitig wurde eine Unternehmergesellschaft als Zweckbetrieb gegründet, die für den Trainings‐ und Spielbetrieb der beiden Mannschaften verantwortlich ist. Der MTSV Schwabing, welcher davor das Teilnahmerecht der beiden Mannschaften hielt, wurde zum Mehrheitsgesellschafter der neu gegründeten IBAM UG, ist weiterhin für alle Jugendmannschaften außerhalb der bundesweiten Spielklassen Jugend-Basketball-Bundesliga (JBBL) und Nachwuchs-Basketball-Bundesliga (NBBL) verantwortlich.
In der Saison 2016/17 erreichte die IBAM unter der Führung von Oscar da Silva und Joshua Obiesie ihr bis dahin bestes Ergebnis in der NBBL. Im Finalturnier um die deutsche U19-Meisterschaft in Frankfurt am Main errang sie nach einem Sieg gegen Alba Berlin und einer anschließenden Niederlagen gegen den FC Bayern München den zweiten Platz.

### Kickz IBAM
Am 6. Oktober 2021 wurde in einer Pressemeldung der Sportartikelhandel Kickz als Namensgeber und Ausstatter bekanntgegeben. Im Zuge dessen wurden das Wappen und die Darstellung in Sozialen Medien und im Web modernisiert und angepasst.
Aufgrund von Schäden an der Korbanlage in der Morawitzkyhalle musste die IBAM ihre Spielstätte wechseln und zog in der Winterpause der Saison 2022/23 in die Sporthalle des Asam-Gymnasiums um, um dort fortan Übungseinheiten und Heimspiele auszutragen.

## Erfolge
Die Spieler sind im Spielbetrieb über den Sportverein MTSV Schwabing e.V. gemeldet und setzten sich in den bundesweit höchsten Jugendspielklassen fest: die U16-Mannschaft in der JBBL (Jugend-Basketball-Bundesliga) und die U19-Mannschaft in der NBBL (Nachwuchs-Basketball-Bundesliga). In der Saison 2016/17 wurde die U19 deutscher Vizemeister.
Mehrere Spieler der IBAM wurden in Nationalmannschaften berufen, zu NBBL-AllStars gekürt oder sind in Profi-Ligen beziehungsweise zu Hochschulmannschaften in die Vereinigten Staaten gewechselt (z. B. Joshua Obiesie, Fynn Fischer und Oscar da Silva).
Robert Scheinberg (Trainer der Münchner NBBL-Mannschaft und IBAM-Sportdirektor) betreute die Südauswahl beim All-Star-Spiel der NBBL und war beim Euroleague Basketball Next Generation Tournament (auch bekannt als Adidas Next Generation Tournament) als Trainer tätig.

## Bekannte ehemalige Spieler
- Henning Ballhausen
- William Darouiche
- Fynn Fischer
- Marco Frank
- Jens Großmann
- Justin Hedley
- Philipp Heilrath
- Ralph Hounnou
- Gabriel Kuku
- Moritz Noeres
- Joshua Obiesie
- Anthony Okao
- Nikias Schönerstedt
- Benjamin Schröder
- Ole Kristian Sebald
- Oscar da Silva
- Tristan da Silva
- Bruno Vrcic

## Spielstätten
- 2009 – Januar 2023: Morawitzkyhalle
- Seit Februar 2023: Asam-Gymnasium München